# Alucita bulgaria
Alucita bulgaria — вид лускокрилих комах родини віялокрилок (Alucitidae).

## Поширення
Вид поширений в Південно-Східній Європі. Відомий лише з чотирьох зразків. Голотип знайдений у 1973 році в Болгарії поблизу міста Мелник. Два екземпляри знайдені в Криму. Описаний у 2000.